# لاخس (افلاطون)
رسالهٔ لاخس یا شجاعت (انگلیسی: Laches) یکی از گفتگوهای سقراطیِ افلاطون است.
لاخس که یکی از افرادِ میهمانی است، در تعریفِ شجاعت به ویژگی بارزِ فردِ شجاع اشاره می‌کند و می‌گوید:
«کسی که در برابر دشمن، مردانه می‌ایستد و نمی‌گریزد، شجاع است».
اما به دیدِ سقراط؛ شجاعت، تنها در میدان جنگ نمودار نمی‌گردد بلکه در خطرهای دریا، بیماری، تنگدستی، سیاست و در برابر خوشی‌ها و تقاضاهای نفسانی هم وجود دارد. سقراط مثالی نقض می‌آورد:
«کسی که پایداری نمی‌ورزد بلکه از برابر دشمن می‌گریزد و در آن حال با دشمن می‌جنگد، چیست؟ منظور، جنگ و گریز است که خود یک شیوه جنگی است. گذشته از این، شجاعت، تنها در میدان جنگ نمودار نمی‌گردد بلکه در خطرهای دریا، بیماری، تنگدستی، سیاست و در برابر خوشی‌ها و تقاضاهای نفسانی هم وجود دارد. پس تعریف تو جامع نیست و شامل همه افراد نمی‌شود.»